# Корміха
Кормі́ха (рос. Кормиха) — село у складі Угловського району Алтайського краю, Росія. Входить до складу Симоновської сільської ради.

## Населення
Населення — 66 осіб (2010; 89 у 2002).
Національний склад (станом на 2002 рік):
- росіяни — 97 %